# 栉盲环毛蚓
栉盲环毛蚓（学名：Pheretima pectinifera），巨蚓科环毛蚓属的一种，分布于中国江苏、浙江及江西等地区。
中国学者陈义曾将本种视为亚氏腔蚓（Metaphire yamadai）的同物异名。
也有资料将本种归入远盲蚓属（Amynthas），称栉盲远盲蚓（Amynthas pectiniferus）。栉盲远盲蚓于2023年被收录入《有重要生态、科学、社会价值的陆生野生动物名录》。